# Zwałowarka
Zwałowarka – podstawowa maszyna w górnictwie odkrywkowym przeznaczona do zwałowania, o ruchu ciągłym. Zwałowanie odbywa się nadpoziomowo lub podpoziomowo, bezpośrednio lub za pomocą systemów pośrednich.

Zwałowarka, przenośnik taśmowy i koparka wspólnie tworzą zespół (układ) KTZ (koparka-przenośnik taśmowy-zwałowarka) 